# Taiki
Taiki (大紀町?) è una cittadina giapponese della prefettura di Mie.